# Collin Altamirano
Collin Altamirano (* 7. Dezember 1995 in Sacramento, Kalifornien) ist ein US-amerikanischer Tennisspieler.

## Karriere
Collin Altamirano spielt hauptsächlich auf der ATP Challenger Tour und der ITF Future Tour. Er feierte bislang einen Doppelsieg auf der Future Tour.
Sein Debüt im Einzel auf der ATP World Tour gab er im August 2013 bei den US Open in New York, wo er eine Wildcard für das Hauptfeld erhielt und dort in der ersten Hauptrunde an Philipp Kohlschreiber in drei Sätzen scheiterte. 2018 erreichte er das Hauptfeld der US Open erneut – diesmal kämpfte er sich durch die Qualifikation. Er studierte bis 2018 an der University of Virginia, wo er auch College Tennis spielte.